# Kimmell (Indiana)
Kimmell es un lugar designado por el censo ubicado en el condado de Noble en el estado estadounidense de Indiana. En el Censo de 2010 tenía una población de 422 habitantes y una densidad poblacional de 164,41 personas por km².

## Geografía
Kimmell se encuentra ubicado en las coordenadas 41°23′38″N 85°32′56″O / 41.39389, -85.54889. Según la Oficina del Censo de los Estados Unidos, Kimmell tiene una superficie total de 2.57 km², de la cual 2.49 km² corresponden a tierra firme y (3.13%) 0.08 km² es agua.

## Demografía
Según el censo de 2010, había 422 personas residiendo en Kimmell. La densidad de población era de 164,41 hab./km². De los 422 habitantes, Kimmell estaba compuesto por el 94.55% blancos, el 0.47% eran afroamericanos, el 0% eran amerindios, el 0.24% eran asiáticos, el 0% eran isleños del Pacífico, el 4.74% eran de otras razas y el 0% pertenecían a dos o más razas. Del total de la población el 13.74% eran hispanos o latinos de cualquier raza.